# Список объектов всемирного наследия ЮНЕСКО в Новой Зеландии
В списке Всеми́рного насле́дия ЮНЕ́СКО в Королевстве Новой Зеландии значится 3 наименования (на 2012 год), это составляет 0,2 % от общего числа (1248 на 2025 год). 2 объекта включены по природным критериям, причем один признан природным феноменом исключительной красоты и эстетической важности (критерий vii) и 1 — по смешанным критериям, причём он также попадает под критерий vii. Кроме этого, по состоянию на 2012 год, 8 объектов на территории Новой Зеландии находятся в числе кандидатов на включение в список всемирного наследия. Новая Зеландия ратифицировала Конвенцию об охране всемирного культурного и природного наследия 22 ноября 1984 года. Первые два объекта, находящиеся на территории Новой Зеландии были занесены в список в 1990 году на 14-й сессии Комитета всемирного наследия ЮНЕСКО.

## Список
В данной таблице объекты расположены в хронологическом порядке их добавления в список всемирного наследия ЮНЕСКО.
| # | Изображение | Название                                                                                          | Местоположение                                      | Время создания | Год внесения в список | №   | Критерии         |
| - | ----------- | ------------------------------------------------------------------------------------------------- | --------------------------------------------------- | -------------- | --------------------- | --- | ---------------- |
| 1 |             | Национальный парк Тонгариро (англ. Tongariro National Park)                                       | Регион: Манавату-Уангануи                           | —              | 1990 расширен в 1993  | 421 | vi, vii, viii    |
| 2 |             | Те-Вахипунаму — Юго-Западная часть Южного острова (англ. Te Wahipounamu – South West New Zealand) | Регионы: Кентербери, Уэст-Кост, Отаго, Саутленд     | —              | 1990                  | 551 | vii, viii, ix, x |
| 3 |             | Новозеландские субантарктические острова (англ. New Zealand Sub-Antarctic Islands)                | Острова: Снэрс, Баунти, Окленд, Антиподов, Кэмпбелл | —              | 1998                  | 877 | ix, x            |

## Предварительный список
В таблице объекты расположены в порядке их добавления в предварительный список. В данном списке указаны объекты, предложенные правительством Новой Зеландии в качестве кандидатов на занесение в список всемирного наследия.
| # | Изображение | Название | Местоположение                   | Время создания | Год внесения в список | №    | Критерии             |
| - | ----------- | --- | -------------------------------- | -------------- | --------------------- | ---- | -------------------- |
| 1 |             | Оклендский вулканический район (англ. Auckland volcanic field) | Город: Окленд Регион: Окленд     | —              | 2007                  | 5120 | ii, iii, iv, v, viii |
| 2 |             | Воды и морское дно Фьордленда (англ. Waters and seabed of Fiordland) | Регион: Саутленд                 | —              | 2007                  | 5121 | vii, viii, ix, x     |
| 3 |             | Национальный парк Кахуранги, Коса Прощания и Канаанский карст (англ. Kahurangi National Park, Farewell Spit and Canaan karst system)                                                                                                  | Регионы: Уэст-Кост, Тасман       | —              | 2007                  | 5122 | vii, viii, ix, x     |
| 4 |             | Территория бассейна реки Керикери (англ. Kerikeri Basin historic precinct) | Регион: Нортленд                 | XIX век        | 2007                  | 5123 | ii, iii, iv, v, vi   |
| 5 |             | Острова Кермадек и природный резерват (англ. Kermadec Islands and Marine reserve) | Остров: Кермадек                 | —              | 2007                  | 5124 | vii, viii, ix, x     |
| 6 |             | Историческая застройка Нейпира в стиле ар-деко (англ. Napier Art Deco historic precinct) | Регион: Хокс-Бей                 | 1930-е         | 2007                  | 5125 | ii, iv, vi           |
| 7 |             | Северо-Восточные острова (англ. Whakarua Moutere (North East Islands)): * Острова Три-Кингс * Резерват Норт-Кейп * Острова Пур-Найтс * Хен-энд-Чикенс * Мокохинау * Литтл-Барриер * Остров Кувье * Острова Меркьюри * Остров Алдерман | Регион: Нортленд                 | —              | 2007                  | 5126 | vii, viii, ix, x     |
| 8 |             | Место подписания договора Вайтанги (англ. Waitangi Treaty Grounds historic precinct) | Город: Вайтанги Регион: Нортленд | XIX век        | 2007                  | 5127 | i, ii, iii, iv, vi   |